# Those Darlins
Those Darlins – amerykański zespół rockowy, założony w 2006 r. w Nashville i działający do 2016 roku.

## Skład[1]
- Jessi Zazu Wariner
- Nikki Kvarnes
- Linwood Regensburg

### Byli członkowie
- Kelly Anderson

## Dyskografia[2]
- Wild One (EP, 2008 r.)
- Those Darlins (2009 r.)
- Screws Get Loose (2011 r.)
- Blur the Line (2013 r.)